# Aleksandr Dargomyzhski
Aleksandr Serguéievich Dargomyzhski (en ruso: Александр Сергеевич Даргомыжский, romanización Aleksandr Sergeevič Dargomyžskij); 14 de febrero de 1813-17 de enero de 1869) fue un compositor ruso del siglo XIX, que llenó la época de la ópera rusa entre Mijaíl Glinka y la generación posterior de Los Cinco y Chaikovski.

## Biografía
Dargomyzhski se educó en San Petersburgo. Ya era conocido como un aficionado con talento musical cuando en 1833 conoció a Glinka, que lo animó a dedicarse a la composición. Su ópera Esmeralda (con libreto del propio compositor, basado en la obra de Victor Hugo El Jorobado de Notre Dame) fue compuesta en 1839 (y representada en 1847), y su Rusalka se representó en 1856; pero tuvo poco éxito o reconocimiento, tanto en Rusia como en el extranjero, excepto en Bélgica, hasta la década de 1860, cuando se convirtió en un viejo compañero, pero no un miembro, de los Cinco.
Su última ópera, El convidado de piedra, basada en el Don Juan de Pushkin, es su obra más famosa, conocida como un esfuerzo pionero en el recitativo melódico. Con la orquestación y el final de la primera escena inacabados a su muerte, fue terminada por César Cui y Nikolái Rimski-Kórsakov, y era muy apreciada por los Cinco, que apercibían su enfoque progresista de la expresión operística. Se estrenó en 1872, pero nunca se convirtió en un elemento permanente del repertorio tradicional.
Dargomyzhski también dejó algunos proyectos de ópera sin terminar , entre ellos un intento de adaptación de Poltava, de Pushkin, de la que sobrevive un dúo. Además de óperas, sus otras composiciones incluyen numerosas canciones, piezas para piano, y algunas obras orquestales.

## Obras
- Esmeralda, ópera, 1839;
- Rusalka, ópera, 1855;
- El festival de Baco, cantata, 1848;
- Bolero, para orquesta, 1839;
- Fantasie-Scherzo "Baba-Yagá", para orquesta, 1862;
- Pequeña Rusia Danza Cosaca, para orquestar, 1864;
- Fantasía sobre temas finlandeses, para orquesta, 1867;
- El convidado de piedra ópera inacabada, 1868-69, completada por César Cui y Nikolái Rimski-Kórsakov, estreno mundial en febrero de 1872 en San Petersburgo;
- Pequeñas piezas para piano y obras de variación y muchas canciones;